# Totus Tuus

Herb Karola Wojtyły jako arcybiskupa krakowskiego z zawołaniem: Totus Tuus.

Totus Tuus (z łac. „Cały Twój”) – dewiza papieża Jana Pawła II, kilkakrotnie powtórzona w jego testamencie. Jest ona cytatem z modlitwy z Traktatu o prawdziwym nabożeństwie do Najświętszej Maryi Panny św. Ludwika Marii Grignion de Montfort (1673–1716). Była ona jego zawołaniem biskupim już w czasach krakowskich. Modlitwa ta brzmi:
Totus Tuus ego sum et omnia mea Tua sunt. Accipio Te in mea omnia. Praebe mihi cor Tuum, Maria.
Co w przełożeniu na polski brzmi:
Jestem cały Twój i wszystko, co moje, do Ciebie należy. Przyjmuję Ciebie całym sobą. Daj mi Swoje serce, Maryjo.